# John Shurna
John Shurna (30 d'abril de 1990, Glen Ellyn, Illinois, Estats Units d'Amèrica) és un jugador de bàsquet professional estatunidenc. Fa 2,05 metres i juga en la posició d'aler pivot.
A l'estiu de 2013 va firmar un contracte per dues temporades amb el Club Joventut de Badalona. Després d'una temporada a l'equip badaloní va marxar al Darüşşafaka SK de la lliga turca. Una temporada més tard, a l'estiu de 2015, va firmar un contracte per una temporada amb el València Basket.
Després de aquesta temporada, va fitxar pel KK Cedevita de Zagreb, va estar durant un any i al acabar, va fitxar pel BC Andorra.